# Azima
Azima es un género con tres especies de plantas  perteneciente a la familia Salvadoraceae. 

## Especies
- Azima angustifolia A.DC.
- Azima sarmentosa (Blume) Benth. & Hook.f.
- Azima tetracantha Lam.